# 대구팔공초등학교
대구팔공초등학교(大邱八公初等學校)는 대한민국 대구광역시 동구에 있는 공립 초등학교이다.

## 연혁
- 2021년 3월 1일 : 개교

## 같이 보기
- 대구팔공중학교